# Hawryliwka (rejon czuhujewski)
Hawryliwka (ukr. Гаврилівка) – wieś na Ukrainie, w obwodzie charkowskim, w rejonie czuhujewskim. W 2001 liczyła 289 mieszkańców, spośród których 237 posługiwało się językiem ukraińskim, 51 rosyjskim, a 1 innym.